# بیا، عشق من
بیا، عشق من (به تامیلی: Anbe Vaa) فیلمی محصول سال ۱۹۶۶ و به کارگردانی ای. سی تریلوکچاندار است. در این فیلم بازیگرانی همچون ماروتور راماچاندران، بی. ساروجا دوی، ناگش و مانوراما ایفای نقش کرده‌اند.